# Olonio
Olonio (Olonium in latino) fu un borgo ora del tutto scomparso localizzato in epoca romana e medioevale in quello che nei primi secoli dopo Cristo era il punto più a nord del Lago di Como nell'odierna località “Ponte del Passo” a cavallo tra i Comuni di Gera Lario e Sorico in provincia di Como.
Olonio, era in età romana nella provincia della Gallia cisalpina e Vicus della tribù degli Aneuniates. Da quest'ultima deriva il toponimo, citato come Anonio in un documento datato 1013. Il borgo rappresentò per secoli un vivace porto sull'importante via d'acqua navigabile del Lago di Como che da qui metteva in comunicazione i territori romani con le popolazioni Celtiche e Retiche d'oltralpe.
Olonio divenne un importante centro paleocristiano per la diffusione del Cristianesimo sino a diventare una delle più antiche Pievi del Lago di Como. 
La rovinosa fine di Olonio è riconducibile al continuo variare della foce del fiume Adda nel lago di Como che traslando nel Pian di Spagna ebbe modo nei secoli XV e XVI di seppellire sotto profondi detriti fluviali il borgo. Nel 1432 di Olonio si perdono le tracce e nello stesso anno la Pieve viene trasferita a Sorico. 
L'unico edificio testimone della posizione di Olonio e della sua importanza strategica fu sino ai primi decenni del novecento l'antica Torre di Olonio.